# 傑克·西西里亞諾
傑克·西西里亞諾（Jake Siciliano，1998年10月23日—）是美國的一位演員。他最著名的作品包括2011年電影《羞恥》和電視劇《婚外情事》等。